# Tipula lanio
Tipula lanio är en tvåvingeart som beskrevs av Alexander 1945. Tipula lanio ingår i släktet Tipula och familjen storharkrankar.
Artens utbredningsområde är Nordkorea. Inga underarter finns listade i Catalogue of Life.